# Riccardo Pick-Mangiagalli
Riccardo Pick-Mangiagalli (10 de julio de 1882 -  8 de julio de 1949) fue un compositor y pianista italiano de origen checo. 

## Biografía
Nacido en Strakonice, Bohemia Meridional, el 10 de julio de 1882, Riccardo Pick-Mangiagalli se mudó con su familia a Milán, cuando tenía dos años. En 1896, a la edad de 14 años, inició sus estudios en el Conservatorio Giuseppe Verdi de Milán. Tras graduarse en 1903, trabajó como concertista de piano durante los siguientes 11 años en Italia y Viena. 
En 1914, Pick-Mangiagalli abandonó su carrera interpretativa para dedicarse a trabajar como profesor de música y compositor. Enseñó en la facultad del Conservatorio de Milán y en 1936 sucedió a Ildebrando Pizzetti como director de la institución. Desempeñó el cargo de director del Conservatorio Giuseppe Verdi de Milán hasta su muerte el 8 de julio de 1949, dos días antes de cumplir 67 años. 
Como compositor, Pick-Mangiagalli escribió varias óperas y ballets, además de música de cámara, también compuso música para películas. 

## Obra
Entre sus obras destacan una Sonata para violín y piano, un Cuarteto de cuerda, una Balada sinfónica, una Humoresca para piano y orquesta, numerosas composiciones para piano (entre ellas las "Deux Lunaires" op. 33) y algunas colecciones de letras.

### Óperas y ballets
- El sauce de oro (1913)
- La caja de música mágica (1918)
- La Berceuse (1920)
- Mahit (1923)
- Basi e Bote (1925 , con libreto de Arrigo Boito)

Para el cine compuso la música de la película Scandalo per bene ( 1939 ) y del largometraje de animación La rosa de Bagdad ( 1949 ). Finalmente, entre sus numerosas obras destaca también el Himno de los Caballeros del Santo Sepulcro (op. 63) , escrito en 1939 con letra de Luigi Orsini.